# Micropterix lagodechiella
Micropterix lagodechiella là một loài bướm đêm thuộc họ Micropterigidae. Nó được Zagulajev miêu tả năm 1987.